# タッチ・ミー (ドアーズの曲)
「タッチ・ミー」（Touch Me）は、ドアーズが1968年に発表したシングル。

## 解説
4枚目のアルバム『ソフト・パレード』（1969年）からの先行シングルとして発表され、B面「ワイルド・チャイルド」も同アルバムに収録された。チャート最高位は、『ビルボード』誌で3位、『キャッシュボックス』誌では1位。
作詞・作曲はギタリストのロビー・クリーガーによるが、シングル盤のクレジットでは、メンバー4人の共作ということになっていた。歌詞の内容は、クリーガーの夫婦喧嘩が元になっており、当初は「ヒット・ミー」という仮タイトルが付いていたが、ジム・モリソンが難色を示したため、タイトルと歌詞が変更された。プロデューサーのポール・ロスチャイルドのアイディアで、ブラス・セクションとストリングスが加えられた。

## サウンドトラックでの使用例
- ドアーズ（1991年）

ヴォーカル・トラックは、ジム・モリソン役を演じたヴァル・キルマーによる。
- スクール・オブ・ロック（2003年）

劇中ではキーボードの練習曲として使用され、サウンドトラック・アルバムにはドアーズのオリジナル・ヴァージョンを収録。

## カヴァー
- ヒューゴ・モンテネグロ - 『Moog Power』（1969年）
- ザ・スパイダース - 『スパイダース'69』（1969年）
- レターメン - 『Reflections』（1970年）
- SHOW-YA - 『MASQUERADE SHOW』（1985年）
- ORIGINAL LOVE - 『キングスロード』（2006年、日本語詞は田島貴男による）